# Marie Fort
Marie Fort est une auteure française de nombreux jeux de société. Elle est principalement connue pour ses jeux pour enfants.

## Ludographie

### Avec Wilfried Fort
- Îlots, 2010, Wm Créations
- Zovnis, 2014, Sandra Moreira Editions
- Splash, 2015, Lifestyle ltd
- Unser Bahmaus, 2015, Amigo Spiele
- Happy Party, 2015, Gigamic
- Niwa, 2017, Djeco
- Chrono-mots, 2017, Gigamic
- Farmini, 2018, Iello/Loki
- Mr Wolf, 2018, Blue Orange - As d’Or enfant 2019[1]
- Wallet, 2018, Lifestyle ltd
- Escargots, prêts? partez!, 2018, Haba
- Oh my gold, 2019, Blue Orange
- La vallée des vikings, 2019, Haba - Kinderspiel Des Jarhes 2019[2]
- Fabulia, 2020, Lifestyle Ltd
- Bye bye Mr Fox, 2020, Blue Orange
- Extension Fabulia « En route vers de nouvelles aventures », 2020, Lifestyle Ltd
- Patatrap Quest, 2020, Space Cow
- Midnight Exchange, 2021, Blue Orange

### Avec Lilian Fort et Wilfried Fort
- Smoothie, 2017, Djeco

### AvecBruno Cathalaet Wilfried Fort
- Dragomino, 2020, Blue Orange - As d’Or enfant 2021[3]

### Avec Pierric Yakovenko, Thomas Vuarchex et Wilfried Fort
- Jungle Speed Kids, 2018, Asmodée

### Avec Nathalie Saunier, Rémi Saunier et Wilfried Fort
- Fishing day, 2019, Blue Orange

### Avec Mr Tan et Wilfried Fort
- Mortelle Adèle « Poussez-vous les moches », 2018, Bayard